# الخنجر الذهبي (رواية)
الخنجر الذهبي (بالإنجليزية: The Golden Sabre)‏ هي رواية للكاتب الأسترالي جون كليري. نشرت عام 1981.